# Dronacharya Award
Der Dronacharya Award ist ein indischer Nationalpreis für Trainer im Bereich des Sports. Der Preis besteht aus einer Statue des Dronacharya, einer Urkunde und einem Preisgeld von 500.000 Rupien. Der Name bezieht sich auf Drona, den unbesiegbaren Lehrer der fürstlichen Helden des indischen Epos Mahabharata; als Lehrer wurde er respektvoll Dronacharya genannt.

## Preisträger
| Jahr | Name                        | Sportart          | Quelle |
| ---- | --------------------------- | ----------------- | ------ |
| 1985 | O. M. Nambiar               | Leichtathletik    |        |
| 1985 | Om Prakash Bhardwaj         | Boxen             |        |
| 1985 | Bhalchandra Bhaskar Bhagwat | Ringen            |        |
| 1986 | Raghunandan Vasant Gokhle   | Schach            |        |
| 1986 | Desh Prem Azad              | Cricket           |        |
| 1987 | Gurcharan Singh             | Cricket           |        |
| 1987 | Guru Hanuman                | Ringen            |        |
| 1990 | Ramakant Achrekar           | Cricket           |        |
| 1990 | Syed Naeemuddin             | Fußball           |        |
| 1990 | A. Ramana Rao               | Volleyball        |        |
| 1994 | Ilyas Babar                 | Leichtathletik    |        |
| 1995 | Karan Singh                 | Leichtathletik    |        |
| 1995 | M. Shyam Sunder Rao         | Volleyball        |        |
| 1996 | Wilson Jones                | Billard & Snooker |        |
| 1996 | Pal Singh Sandhu            | Gewichtheben      |        |
| 1997 | Joginder Singh Saini        | Leichtathletik    |        |
| 1998 | Bahadur Singh               | Leichtathletik    |        |
| 1998 | Hargobind Singh Sandhu      | Leichtathletik    |        |
| 1998 | G. S. Sandhu                | Boxen             |        |
| 1999 | Kenneth Owen Bosen          | Leichtathletik    |        |
| 1999 | Capt. Hawa Singh            | Boxen             |        |
| 1999 | Ajay Kumar Sirohi           | Gewichtheben      |        |
| 2000 | Syed Mohammed Arif          | Badminton         |        |
| 2000 | Gudial Singh Bhangu         | Hockey            |        |
| 2000 | Phadke Gopal Pushottam      | Kho-Kho           |        |
| 2000 | Bhupender Dhawan            | Gewichtheben      |        |
| 2000 | Hansa Sharma                | Gewichtheben      |        |
| 2001 | Sunny Thomas                | Sportschießen     |        |
| 2001 | Michael Joseph Ferreira     | Billard & Snooker |        |
| 2002 | Renu Kohli                  | Leichtathletik    |        |
| 2002 | Jaswant Singh               | Leichtathletik    |        |
| 2002 | Maharaj Krishan Kaushik     | Hockey            |        |
| 2002 | E. Prasad Rao               | Kabaddi           |        |
| 2002 | Cdr. H. D. Motivala         | Segeln            |        |
| 2003 | Robert Bobby George         | Leichtathletik    |        |
| 2003 | Anup Kumar                  | Boxen             |        |
| 2003 | Rajinder Singh              | Hockey            |        |
| 2003 | Sukhchain Singh Cheema      | Ringen            |        |
| 2004 | Arvind Savur                | Billard & Snooker |        |
| 2004 | Sunita Sharma               | Cricket           |        |
| 2004 | Cyrus Poncha                | Squash            |        |
| 2004 | Gurcharan Singh             | Boxen             |        |
| 2005 | Hony. Captain M Venu        | Boxen             |        |
| 2005 | Balwan Singh                | Kabaddi           |        |
| 2005 | Maha Singh Rao              | Ringen            |        |
| 2005 | Ismail Baig                 | Rudern            |        |
| 2006 | R. D. Singh                 | Leichtathletik    |        |
| 2006 | Damodaran Chandralal        | Boxen             |        |
| 2006 | Koneru Ashok                | Schach            |        |
| 2007 | Sanjeev Kumar Singh         | Bogenschießen     |        |
| 2007 | Jagdish Singh               | Boxen             |        |
| 2007 | G. E. Sridharan             | Volleyball        |        |
| 2007 | Jagminder Singh             | Ringen            |        |
| 2009 | Pullela Gopichand           | Badminton         |        |
| 2009 | Satpal                      | Ringen            |        |
| 2009 | J. Uday Kumar               | Kabaddi           |        |
| 2009 | Baldev Singh                | Hockey            |        |
| 2009 | Jaidev Bisht                | Boxen             |        |
| 2010 | A. K. Kutty                 | Leichtathletik    |        |
| 2010 | Captain Chandrup            | Ringen            |        |
| 2010 | Ajay Kumar Bansal           | Hockey            |        |
| 2010 | Subhash B. Aggarwal         | Billard & Snooker |        |
| 2010 | L. Ibomcha Singh            | Boxen             |        |
| 2011 | Inukurthi Venkateshwara Rao | Boxen             |        |
| 2011 | Devender Kumar Rathore      | Turnen            |        |
| 2011 | Ramphal                     | Ringen            |        |
| 2011 | Kuntal Roy                  | Leichtathletik    |        |
| 2011 | Rajinder Singh              | Hockey            |        |
| 2012 | Virendra Poonia             | Leichtathletik    |        |
| 2012 | Sunil Dabas                 | Kabaddi           |        |
| 2012 | Yashvir Singh               | Ringen            |        |
| 2012 | Harendra Singh              | Hockey            |        |
| 2012 | Satyapal Singh              | Leichtathletik    |        |
| 2012 | J. S. Bhatia                | Leichtathletik    |        |
| 2012 | Bhavani Mukharjee           | Tischtennis       |        |
| 2012 | B. I. Fernandez             | Boxen             |        |

| Jahr | Name                              | Sportart       | Quelle |
| ---- | --------------------------------- | -------------- | ------ |
| 2013 | Purnima Mahato                    | Bogenschießen  | [ 2 ]  |
| 2013 | Narender Singh Saini              | Hockey         | [ 2 ]  |
| 2013 | Mahavir Singh                     | Boxen          | [ 2 ]  |
| 2013 | Raj Singh                         | Ringen         | [ 2 ]  |
| 2013 | K. P. Thomas                      | Leichtathletik | [ 2 ]  |
| 2014 | Gurcharan Gogi                    | Judo           | [ 3 ]  |
| 2014 | Jose Jacob                        | Rudern         | [ 3 ]  |
| 2014 | N. Lingappa                       | Leichtathletik | [ 3 ]  |
| 2014 | Ganapathy Manoharan               | Boxen          | [ 3 ]  |
| 2014 | Mahabir Prasad                    | Ringen         | [ 3 ]  |
| 2015 | Anoop Singh Dahiya                | Ringen         | [ 4 ]  |
| 2015 | Naval Singh                       | Leichtathletik | [ 4 ]  |
| 2015 | Nihar Ameen                       | Schwimmen      | [ 4 ]  |
| 2015 | Harbans Singh                     | Leichtathletik | [ 4 ]  |
| 2015 | Swatantar Raj Singh               | Boxen          | [ 4 ]  |
| 2016 | S. Pradeep Kumar                  | Schwimmen      | [ 5 ]  |
| 2016 | Mahavir Singh Phogat              | Ringen         | [ 5 ]  |
| 2016 | Sagar Mal Dhayal                  | Boxen          | [ 5 ]  |
| 2016 | Bishweshwar Nandi                 | Turnen         | [ 5 ]  |
| 2016 | Nagapuri Ramesh                   | Leichtathletik | [ 5 ]  |
| 2016 | Rajkumar Sharma                   | Cricket        | [ 5 ]  |
| 2017 | R. Gandhi                         | Leichtathletik | [ 6 ]  |
| 2017 | Heera Nand Kataria                | Kabaddi        | [ 6 ]  |
| 2017 | G. S. S. V. Prasad                | Badminton      | [ 6 ]  |
| 2017 | Brij Bhushan Mohanty              | Boxen          | [ 6 ]  |
| 2017 | P. A. Raphel                      | Hockey         | [ 6 ]  |
| 2017 | Sanjoy Chakraverty                | Schießen       | [ 6 ]  |
| 2017 | Roshan Lal                        | Ringen         | [ 6 ]  |
| 2018 | Clarence Lobo                     | Hockey         | [ 7 ]  |
| 2018 | Tarak Sinha                       | Cricket        | [ 7 ]  |
| 2018 | Jiwan Kumar Sharma                | Judo           | [ 7 ]  |
| 2018 | V. R. Beedu                       | Leichtathletik | [ 7 ]  |
| 2018 | Subedar Chenanda Achaiah Kuttappa | Boxen          | [ 7 ]  |
| 2018 | Vijay Sharma                      | Gewichtheben   | [ 7 ]  |
| 2018 | A. Srinivasa Rao                  | Tischtennis    | [ 7 ]  |
| 2018 | Sukhdev Singh Pannu               | Leichtathletik | [ 7 ]  |
| 2019 | Mohinder Singh Dhillon            | Leichtathletik | [ 8 ]  |
| 2019 | Vimal Kumar                       | Badminton      | [ 8 ]  |
| 2019 | Sandip Gupta                      | Tischtennis    | [ 8 ]  |
| 2019 | Rambir Singh Khokar               | Kabaddi        | [ 8 ]  |
| 2019 | Sanjay Bhardwaj                   | Cricket        | [ 8 ]  |
| 2019 | Merzban Patel                     | Hockey         | [ 8 ]  |
| 2020 | Dharmendra Tiwary                 | Bogenschießen  | [ 9 ]  |
| 2020 | Purushotham Rai                   | Leichtathletik | [ 9 ]  |
| 2020 | Shiv Singh                        | Boxen          | [ 9 ]  |
| 2020 | Romesh Pathania                   | Hockey         | [ 9 ]  |
| 2020 | Krishan Kumar Hooda               | Kabaddi        | [ 9 ]  |
| 2020 | Vijay Bhalchandra Munishwar       | Kraftdreikampf | [ 9 ]  |
| 2020 | Naresh Kumar                      | Tennis         | [ 9 ]  |
| 2020 | Om Parkash Dahiya                 | Ringen         | [ 9 ]  |
| 2020 | Jude Sebastian                    | Hockey         | [ 9 ]  |
| 2020 | Yogesh Malviya                    | Mallakhamb     | [ 9 ]  |
| 2020 | Jaspal Rana                       | Schießen       | [ 9 ]  |
| 2020 | Kuldeep Kumar Handoo              | Wushu          | [ 9 ]  |
| 2020 | Gaurav Khanna                     | Badminton      | [ 9 ]  |
| 2021 | Radhakrishnan Nair                | Leichtathletik | [ 10 ] |
| 2021 | Sandhya Gurung                    | Boxen          | [ 10 ] |
| 2021 | Pritam Siwach                     | Hockey         | [ 10 ] |
| 2021 | Jai Prakash Nautiyal              | Schießen       | [ 10 ] |
| 2021 | Subramanian Raman                 | Tischtennis    | [ 10 ] |
| 2021 | T. P. Ouseph                      | Leichtathletik | [ 10 ] |
| 2021 | Sarkar Talwar                     | Cricket        | [ 10 ] |
| 2021 | Sarpal Singh                      | Hockey         | [ 10 ] |
| 2021 | Ashan Kumar                       | Kabaddi        | [ 10 ] |
| 2021 | Tapan Kumar Panigrahi             | Schwimmen      | [ 10 ] |
| 2022 | Dinesh Jawahar Lad                | Cricket        | [ 11 ] |
| 2022 | Bimal Prafulla Ghosh              | Fußball        | [ 11 ] |
| 2022 | Raj Singh                         | Ringen         | [ 11 ] |
| 2022 | Jiwanjot Singh Teja               | Bogenschießen  | [ 11 ] |
| 2022 | Mohammed Ali Qamar                | Boxen          | [ 11 ] |
| 2022 | Suma Shirur                       | Schießen       | [ 11 ] |
| 2022 | Sujeet Maan                       | Ringen         | [ 11 ] |
| 2023 | Lalit Kumar                       | Ringen         | [ 12 ] |
| 2023 | Ramachandran Ramesh               | Chess          | [ 12 ] |
| 2023 | Mahaveer Prasad Saini             | Leichtathletik | [ 12 ] |
| 2023 | Shivendra Singh                   | Hockey         | [ 12 ] |
| 2023 | Ganesh Prabhakar Devrukhkar       | Mallakhamb     | [ 12 ] |
| 2023 | Jaskirat Singh Grewal             | Golf           | [ 12 ] |
| 2023 | Bhaskaran E                       | Kabaddi        | [ 12 ] |
| 2023 | Jayanta Kumar Pushilal            | Tischtennis    | [ 12 ] |